# Pedioplanis burchelli
Pedioplanis burchelli es una especie de lagarto del género Pedioplanis, familia Lacertidae, orden Squamata. Fue descrita científicamente por Duméril & Bibron en 1839.

## Descripción
La longitud hocico-respiradero en adultos es de 4,5-5,5 centímetros.

## Distribución
Se distribuye por Lesoto y Sudáfrica.